# Avantgárd
Avantgárd (a francia „avant-garde”, „előőrs” katonai műszóból) mindazon képzőművészeti és irodalmi irányzatok neve, melyek a 20. század elején jelentkeztek, s melyek alapvetően megváltoztatták a művészetről alkotott képet, illetve magát a művészetet. 

## Története
A fejlett nyugati országok társadalmi válsága a 19. század végére felerősödött. Ezt a képzőművészetben azonnal jelezte a szociális érzékenységű témák megjelenése, és több új irányzat kialakulása. Az avantgárd törekvések rövid ideig tartó, forradalmi lendületű mozgalmakat hoztak létre. Céljuk a lázadás, a hagyományos művészeti formák felbontása és új kifejezésformák keresése. Az irányzatokban többnyire nincs semmi közös, csak a lázadás, a formabontás vagy építés szándéka. Közös jellemzőjük az is, hogy nyomtatott fórumokon, többnyire saját folyóirataikban kihirdették elveiket. Ezek között a manifesztumok között legjelentősebb a futuristáké.
Az avantgárd ellenreakciói az 1930-as években jelentek meg: újnépiesség, neoklasszicizmus. Az art déco is élesen elkülönül az avantgárd mozgalmaktól, bár sok elemet átvesz. Virágzásának kora az első világháború idejére és az utána következő válságkorszakra tehető. Jellemzője, hogy szakít a hagyományokkal, szakít a közönséggel, széttöri a megszokott formákat, a verset.

## Fontosabb avantgárd irányzatok
Az avantgárd irányzatokat két nagyobb csoportra lehet bontani: romboló és építő jellegű irányzatokra.

### Formabontó irányzatok
- Expresszionizmus (1905–1925)
- Fauvizmus (1905–1907)
- Futurizmus (1909–1944)
- Absztrakt művészet (1910–)
- Dadaizmus (1915–1922)
- Szürrealizmus (1924–1945 de elemeiben napjainkig is)

### Formaépítő irányzatok
- Kubizmus (1907–1914)
  - Vorticizmus
  - Section d’Or
  - Orfizmus
- Konstruktivizmus (1917–)
- Funkcionalizmus
- Dimenzionizmus (1936-1939)

## Magyarországon
Az avantgárd Magyarországon 1908-ban jelentkezett a Nyolcak elnevezésű csoporttal. A magyar művészet ekkor az egyetemes művészet áramával együtt haladt, annak szerves részét képezte.
Az irodalmi avantgárdot először Kassák Lajos képviselte A Tett és a Ma című folyóirataival, a kortársak „egyszemélyes avantgárdnak” hívták. Az 1990-es évektől kezdődően megjelenő antológiák, szintézismunkák korábbi évtizedek monográfiáira, kutatásaira is támaszkodva meggyőzően cáfolták ezt az elképzelést, előtérbe állítva Tamkó Sirató Károly, Déry Tibor, Illyés Gyula, József Attila, Németh Andor, Palasovszky Ödön, Reiter Róbert, Újvári Erzsi, Barta Sándor és mások avantgárdhoz kötődő munkásságát. Napjainkban például Legéndy Jácint sajátos képi világú és egyedi formájú költeményei tekinthetők progresszív értelemben vett avantgárd verseknek, illetve a párizsi Magyar Műhely körül kialakult irodalmi kör, Nagy Pál, Papp Tibor, Bujdosó Alpár, Petőcz András, Szkárosi Endre munkássága az, amelyik határozottan az avantgárd hagyományait követi.

## Az erdélyi magyar irodalomban
Az erdélyi magyar irodalomban elsőnek 1920-tól a Napkeletben jelentek meg avantgárd hangvételű írások Balázs Béla, Barta Lajos, Becsky Andor, Dienes László tollából. A Franyó Zoltán szerkesztette Genius és Új Genius (1924-25) jelentkezése a Kassák köréből kinőtt és akkoriban emigrációban élő magyar avantgárd írókkal való kapcsolatot jelezte.
Szántó György képes folyóirata, a Periszkop (1925-26) már kifejezetten avantgárd programmal lépett fel, s külön érdeme a képzőművészeti avantgárd szemléletének és gyakorlatának népszerűsítése. Ezek a folyóiratok tisztázatlan eszmeiséggel ugyan, de haladó törekvéseket hirdettek: háborúellenességet, társadalmi aktivitást, egy új művészet szükségességét.
Az avantgárd művészet elemzését elsőnek Dienes László kísérelte meg Művészet és világnézet (Kolozsvár, 1925) c. könyvében, beágyazva annak formai vívmányait a kor dinamikájába. Úttörő próbálkozását megelőzve s azzal párhuzamosan jelentek meg a hazai magyar avantgárd költészet első - többnyire közösen fellépő szerzők verseit tartalmazó - gyűjteményei. Ilyenek Antal János és Becsky Andor Verseskönyv (Kolozsvár, 1923), Sükösd Ferenc, Dobolyi Lajos és Gyárfás Endre A mi országunk (Budapest, 1925), Heves Ferenc és Erg Ágoston Groteszk plakát (Máramarossziget, 1926), Gaál Gábor és Benamy Sándor Erről van szó (Kolozsvár, 1927) c. kiadványai.
Az avantgárdhoz kapcsolódott Becsky Andor és Szentimrei Jenő kezdeményezése, a kolozsvári Studio munkásszínpad (1927). A Korunk első folyama első szakaszában, az 1920-as évek végéig következetesen közlési teret biztosított mind a hazai avantgárd-irodalomnak, mind pedig a nemzetközi avantgárd számottevő alkotásainak, műfordítások, s a különböző művészeti ágakról (képzőművészet, építészet, zene, film) szóló beszámolók keretében.
Az avantgárd líra hazai művelői közül a két világháború között Bartalis János és Méliusz József gazdagította teljessé vált életművel az erdélyi magyar irodalmat, a prózában pedig Nagy Dániel expresszionista hangvételű regényét, a Cirkuszt (Kolozsvár, 1926), Molter Károly Metánia RT c. szatirikus-fantasztikus regényét (Kolozsvár, 1929), Szilágyi András Új pásztorát (Párizs, 1930), Kiss Ida, Papp József írásait, főként pedig Szántó Györgynek az 1920-as években írt Sebastianus és Az ötszínű ember c. regényét s A kék lovas c. novelláskötetét lehet ide sorolni.
Az avantgárd hatására jellemző, hogy nyomai olyan alkotók életművében is fellelhetők, akik vallott alkotói elveik szerint korántsem tekinthetők az avantgárd elkötelezett híveinek; világnézeti indítékaik tekintetében aligha rokonítható költők, mint Dsida Jenő, Salamon Ernő, Szemlér Ferenc ugyancsak beépítettek költészetükbe bizonyos avantgárd-elemeket, a népi írók vonulata pedig egyfelől a Szabó Dezső-i expresszionizmus közvetítésével, másfelől a népi művészetet és hiedelemvilágot átható gazdag képzeletbeliség, ősi, természetfeletti motívumok, sűrítő expresszivitás forrásából merítve az avantgárddal nem szemléletben, de struktúrában rokonítható jellegzetességekhez jutott. Nyirő József korai novellái, de még inkább Tamási Áron prózai és színpadi művei tartoznak e körbe.
Az 1950-es évek irodalmi dogmatizmusának felszámolása során új szerephez jutott az avantgárd. Méliusz József életművének a pályakezdés indítékaihoz visszanyúló, új lendülete, főképpen pedig Lászlóffy Aladár, Páskándi Géza, Szilágyi Domokos, Hervay Gizella neoavantgárd lírája új szakaszt jelölt. A hazai magyar avantgárd reneszánszában részt kért a költő Király László, Palocsay Zsigmond újító merészsége, a prózában Bodor Ádámnak és Panek Zoltánnak az "új regény"-re emlékeztető hűvös feszültsége, Páskándi Géza abszurdba hajló szintézise, Sigmond Istvánnak a fantasztikumot az expresszionizmussal elegyítő modora, a drámában Páskándi Géza és Kocsis István ígéretes, az izmusok szabadító vívmányait sajátos eszmei koncepciónak alárendelő eredetisége, a versben, kritikában "szöveget" író Szőcs Géza, Egyed Péter, Cselényi Béla új formabontása. Korszakok, irányzatok, nemzedékek járultak hozzá a mozzanatosból szervessé alakuló folytonossághoz.